# マヌエル・マルティネス
マヌエル・マルティネス・グティエレス（Manuel Martínez Gutiérrez、1974年12月7日 - ）はスペインの元砲丸投選手。2011年4月に引退。現役時代から画家、彫刻家、ミュージシャン、詩人など芸術家として活動する一方、俳優として映画にも出演している。本国スペインでは「マヌエル（Manuel）」の一般的な愛称である「マノーロ（Manolo）」を使って「マノーロ・マルティネス（Manolo Martínez）」と表記される他、「スーペルマノーロ（Supermanolo）」や「ゴリアテ（Goliath）」の愛称で呼ばれている。
2004年のアテネオリンピックでは4位に終わるが、マルティネス引退後の2012年に行なわれた検体の再検査により、金メダリストのユーリー・ビロノグ（ウクライナ）がドーピング違反でメダルを剥奪されたために繰り上げで銅メダルを獲得した。

## 略歴
1974年にスペイン北西部カスティーリャ・イ・レオン州レオン県の県都レオンに生まれる。2011年4月に引退。体重はピーク時の150kgから、2012年2月の時点で110kgにまで減っている。

### 俳優として
現役の砲丸投選手だった2009年に、イタリア出身の漫画家ロレンツォ・マトッティによるコミック『Stigmate』を原作とした映画『Estigmas』の主演で俳優デビュー。